# Ronny Hovland
Ronny Hovland (ur. 3 czerwca 1973 w Bergen), znany również jako Ares – norweski muzyk, kompozytor, wokalista, instrumentalista i autor tekstów. Ronny Hovland znany jest przede wszystkim z wieloletnich występów w formacji Aeternus, której był współzałożycielem. Muzyk współpracował ponadto z takimi grupami muzycznymi jak: Arvas, Corona Borealis, Gorgoroth, Gravdal, Grimfist, Black Hole Generator, Immortal oraz Malignant Eternal.